# Gabbara
Pour l’article ayant un titre homophone, voir Gabara.
Gabbara, Gabbar ou Jabbar (en latin : Gabbarus) est le nom d'un géant arabe qui vivait au Ier siècle apr. J.-C..
Selon le naturaliste romain Pline l'Ancien, on le mena d'Arabie à Rome du temps de l'empereur Claude (41-54), et il mesurait neuf pieds et neuf pouces, soit environ 2,97 m, une taille manifestement exagérée.
Son (sur)nom signifierait « géant », « puissant », « colosse » ; Gabbar(a) se rapproche du mot arabe jabbār (جبار), « géant, colosse, tout-puissant », et de l'hébreu gibbor (גִּבּוֹר), « fort, puissant ».

## Sources
- Pline l'Ancien, Histoire naturelle, Livre VII, XVI.